# Гольцово (Вологодская область)
Гольцово — деревня в Великоустюгском районе Вологодской области.
Входит в состав Усть-Алексеевского сельского поселения, с точки зрения административно-территориального деления — в Усть-Алексеевский сельсовет.
Расстояние по автодороге до районного центра Великого Устюга — 56 км, до центра муниципального образования Усть-Алексеево — 4 км. Ближайшие населённые пункты — Еремеево, Лукина Гора, Ольховка, Мармугино.
По переписи 2002 года население — 4 человека.